# Горбёнки
Горбёнки — деревня в Дзержинском районе Калужской области России. Входит в состав сельского поселения «Село Совхоз Чкаловский».

## География
Располагается на левобережье реки Угра. На восток от деревни проходит граница национального парка «Угра» и находятся Залидовские луга. Около юго-западного края деревни на речке Соболевке (притоке Угры) устроен пруд. Ещё один пруд расположен в месте слияния речек Песочная и Буйная у северного края деревни, между Горбёнками и соседней деревней Ярлыково.

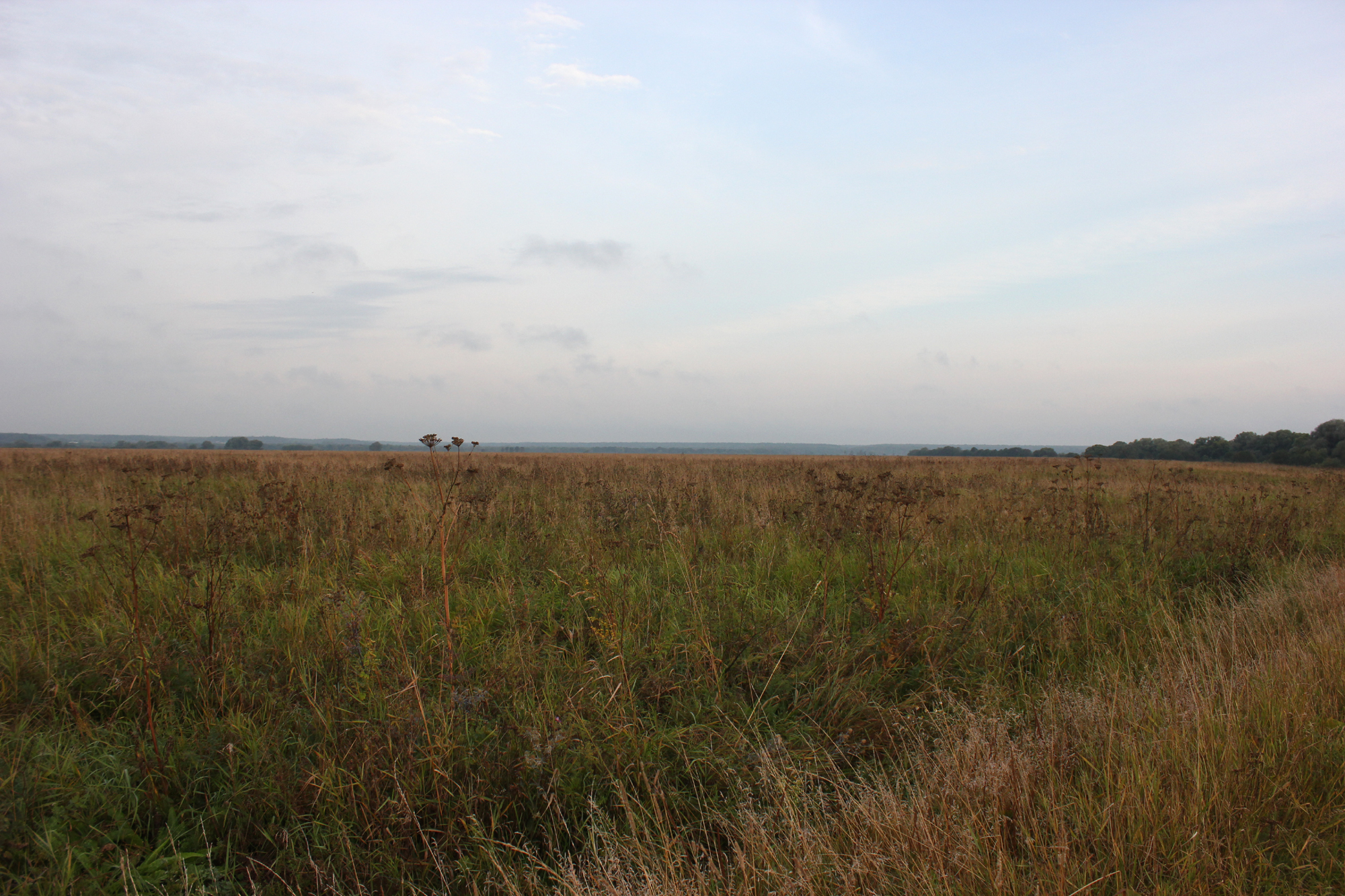
Залидовские луга

## Население
| 2002 | 2010 |
| ---- | ---- |
| 35   | ↘24  |

## История
Деревня входила в состав Перемышьского уезда.
Во второй половине XVIII века — владение Натальи Фёдоровны Толстой, в первой половине XIX века — гв. поручицы Анны Фёдоровны Чернышёвой. Затем до начала 1890-х годов хозяином Горбёнок был гв. штаб-ротмистр Никита Александрович Воронцов. По наследству имение перешло к П. П. Воронцову, в конце 1890-х годов он продал его купцу Шапошникову. Новый владелец в конце XIX — начале XX века выстроил в Горбёнках усадьбу. Ансамбль усадьбы включал в себя одноэтажный дом, служебно-хозяйственные постройки, парк и пруд. Дом был построен в два этапа и состоял из деревянной и каменной части под одной крышей. Площадь усадьбы составляла 12 га. Последним перед национализацией хозяином усадьбы был Зубков (по словам старожилов).
По состоянию на начало XXI века главный дом сохранился и используется под жильё. Из внутреннего убранства хорошо сохранилась лестница на чердак, камин с узорной металлической конструкцией, украшенная старинной плиткой печь. В доме устроен маленький музей, составленный жильцами из найденных в доме и возле него предметов: монет, утюгов, самоваров.
Центральную часть усадьбы занимает парк площадью 4 га с элементами регулярной планировки, на восток от него лежит хозяйственная территория, далее расположен главный дом рядом с подъездом к имению. Западнее парка разбит плодовый сад, севернее — обсаженная соснами приграничная дорога, южнее — связывающая хозяйственную территорию и сад просека. Располагавшийся у главного дома плодовый сад утрачен. Усадебный парк сохранился, но зарос и утратил исходную сеть дорожек. В северной части парка имеются расположенные под прямым углом две липовые аллеи, в южной липы высажены в форме круга. Ряды лип также высажены по периметру парка. Помимо лип и сосен в парке также представлены ели и берёзы. В 1995 году ему был присвоен статус регионального памятника природы.
К церкви Иоанна Богослова в соседней деревне Ярлыково на север от усадьбы ведёт сохранившаяся липовая аллея.

## Сельскохозяйственная промышленность
В деревне с 1999 года расположено сельскохозяйственное предприятие «Швейцарское молоко», созданное при поддержке правительства Калужской области.